# Cyligramma consiliatrix
Cyligramma consiliatrix är en fjärilsart som beskrevs av Saalmüller 1891. Cyligramma consiliatrix ingår i släktet Cyligramma och familjen nattflyn. Inga underarter finns listade i Catalogue of Life.